# 마흐피야 루타

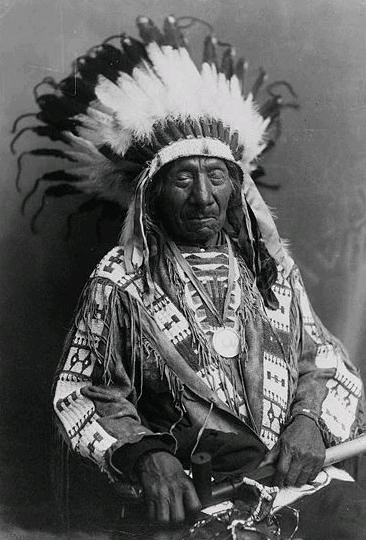
마흐피야 루타

마흐피야 루타(라코타어:Maȟpíya Lúta)는 라코타족 전사이자 지도자이다. 의역 통칭은 붉은 구름(영어: Red Cloud 레드 클라우드[*])이다. 1866~1868년 동안 와이오밍주와 몬태나주에 걸쳐 있는 파우더강 지역을 둘러싸고 미국 육군과 벌어진 분쟁(레드 클라우드 전쟁)에서 미육군에게 맞서 라코타족 전사를 지휘한 뛰어난 지도자였다. 말년에는 인디언 보호구역에서 삶을 마감했다. 그의 이름은 네브레스카주 명예의 전당에 등록되어 있다.

## 관련 저서
- Bob Drury·Tom Clavin, 《The Heart of Everything That Is: The Untold Story of Red Cloud, an American Legend》, Simon & Schuster, 2014

## 같이 보기
- 검은고라니
- 공룡 화석 전쟁
- 타슈카 위트코
- 제로니모
- 타탕카 이오타케